# Platypalpus forgorum
Platypalpus forgorum är en tvåvingeart som först beskrevs av Dahl 1912.  Platypalpus forgorum ingår i släktet Platypalpus och familjen puckeldansflugor.
Artens utbredningsområde är Tyskland. Inga underarter finns listade i Catalogue of Life.